# بحيرة ساريز

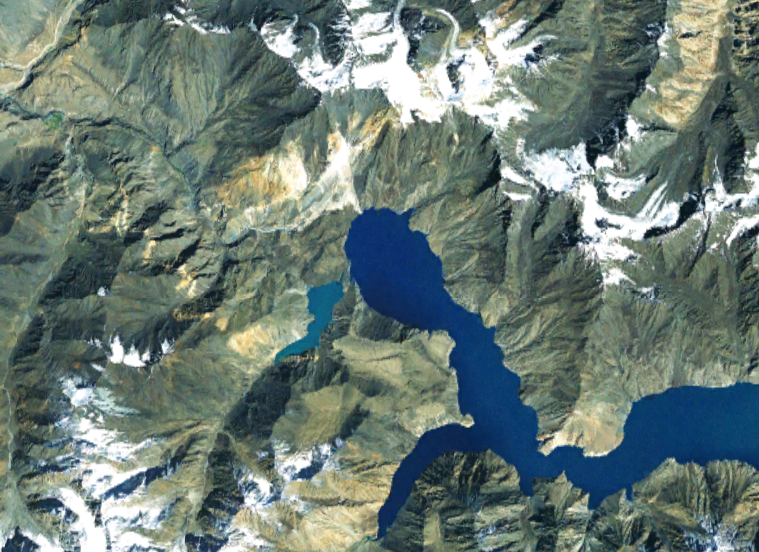
صورة ساتلية للنهاية الغربية من بحيرة ساريز تُظهر سد أوسوي وبحيرة شادا الأصغر حجماً

بحيرة ساريز (/səˈrɛz/ sə-REZ) هي بحيرة تقع في مقاطعة روشان من إقليم غورنو-باداخشان، طاجيكستان. يبلغ طولها حوالي 75.8 كم، وعمقها عدة مئات من الأمتار، وارتفاع سطح مياهها حوالي 3,263 مترًا فوق مستوى سطح البحر، وحجم المياه فيها يتجاوز 16 كم³. وترتفع الجبال المحيطة بها أكثر من 2,300 مترًا فوق مستوى البحيرة.
تشكلت البحيرة سنة 1911 بعد وقوع زلزال كبير أدى إلى انسداد نهر مرغاب بانهيار أرضي ضخم. ويعتقد العلماء أن السد الانهياري الذي تكوّن جراء الزلزال، والمعروف باسم سد أوسوي، غير مستقر نظراً للنشاط الزلازلي المحلي، وأن المنطقة الواقعة أسفل البحيرة معرضة لخطر فيضان كارثي إذا انهار السد خلال زلزال مستقبلي. وقد صمد جدار سد أوسوي أمام زلزال محلي بقوة 7.2 درجة، وهو زلزال طاجيكستان 2015، بتاريخ 7 ديسمبر 2015، دون ظهور علامات تدهور مرئية.
بحيرة شادا هي مسطح مائي صغير يقع جنوب غرب سد أوسوي وغرب بحيرة ساريز.

## التكوين
وصفت عملية تشكل بحيرة ساريز في كتاب ميدلتون وتوماس:
وقع زلزال ساريز 1911، الذي قُدرت شدته بين 6.5 و7.0 على مقياس ريختر، عند منتصف الليل تقريباً في 5–6 فبراير 1911 (بالتقويم القديم). وقد قُدّر عدد القتلى بـ302 شخصًا. بلغ حجم الانهيار الأرضي 2.2 مليار متر مكعب وشكّل سد أوسوي، الذي يبلغ طوله نحو 5 كم، وعرضه 3.2 كم، وارتفاعه يصل إلى 567 م، مما يجعله أطول سد طبيعي في العالم. وكانت قرية أوسوي قد دُفنت تحت الانهيار. وكانت المنطقة معزولة جداً، وكان تدمير الطرق الجبلية شاملاً لدرجة أن الأخبار لم تصل إلى الحاميات الروسية في مرغاب وخورغ إلا بعد ستة أسابيع.
في عام 1968، تسبب انهيار أرضي في موجات بلغ ارتفاعها مترين في البحيرة. وفي مؤتمر عقد في دوشنبه عام 1997، تم التوصل إلى أن السد غير مستقر وقد ينهار إذا وقع زلزال قوي آخر. إلا أن دراسة أجراها البنك الدولي في عام 2004 رأت أن السد مستقر. الخطر الرئيسي يتمثل في كتلة صخرية شبه منفصلة تقدر بحوالي 3 كيلومترات مكعبة قد تنهار وتسقط في البحيرة. ونظراً لأن الوادي أسفل السد ضيق جداً، فإن أي فيضان سيكون مدمراً للغاية. وقد عُرضت نتائج تحليل المخاطر العالمي الذي أجرته شركة STUCKY لصالح البنك الدولي في ندوة IAHR عام 2002 في سانت بطرسبرغ، وفي المؤتمر الدولي للسدود الكبرى عام 2006 في برشلونة.

## روابط خارجية
- خريطة سد أوسوي - بحيرة ساريز، بمقياس 1:110'000
- صورة من مرصد الأرض التابع لوكالة ناسا
- مشروع الحد من مخاطر بحيرة ساريز نسخة محفوظة 2011-12-07 على موقع واي باك مشين.
- بحيرة ساريز، سد روغون، بحر آرال... نسخة محفوظة 2013-03-05 على موقع واي باك مشين.